# Amerila salomonis
Amerila salomonis là một loài bướm đêm thuộc phân họ Arctiinae, họ Erebidae.